# Howe (Oklahoma)
Howe es un pueblo ubicado en el condado de Le Flore en el estado estadounidense de Oklahoma. En el año 2010 tenía una población de 802 habitantes y una densidad poblacional de 200,5 personas por km².

## Geografía
Howe se encuentra ubicado en las coordenadas 34°57′5″N 94°38′13″O / 34.95139, -94.63694 (34.951369, -94.636980).

## Demografía
Según la Oficina del Censo en 2000 los ingresos medios por hogar en la localidad eran de $25,326 y los ingresos medios por familia eran $28,194. Los hombres tenían unos ingresos medios de $20,724 frente a los $19,167 para las mujeres. La renta per cápita para la localidad era de $11,636. Alrededor del 26.2% de la población estaban por debajo del umbral de pobreza.